# Charles Hallahan
Charles John Hallahan (ur. 29 lipca 1943, zm. 25 listopada 1997) – amerykański aktor filmowy, telewizyjny i teatralny. Wystąpił w takich filmach jak Coś i Góra Dantego, wcielał się w postać kapitana Charlesa Devane’a w serialu Detektyw Hunter. Użyczył również swojego głosu w serialu animowanym Gargulce.

## Życie prywatne
W latach 1970–1974 jego żoną była Elizabeth Widmann, z którą nie miał dzieci. Od 1983 roku do swojej śmierci był mężem Barbary Gryboski, z którą miał dwoje dzieci.
Zmarł w 1997 roku w wieku 54 lat na zawał serca, w trakcie jazdy samochodem na terenie Los Angeles.

## Filmografia

### Filmy
- 1982: Coś jako Vance Norris
- 1983: Strefa Mroku jako Ray
- 1983: Trybunał jako oficer Pickett
- 1983: Silkwood jako Earl Lapin
- 1985: Niesamowity jeździec jako McGill
- 1989: Samotny w obliczu prawa jako Vincent Dennehy
- 1993: Sidła Miłości jako doktor McCurdy
- 1993: Dave jako policjant
- 1996: Krytyczna decyzja jako generał Sarlow
- 1996: Fan jako „Coop” Cooper
- 1996: Kosmiczny mecz jako właściciel Birmingham Barons
- 1997: Góra Dantego jako Paul Dreyfus

### Seriale
- 1977: Happy Days jako oficer
- 1977: Hawaii Five-O jako Larry Kent
- 1978: Dallas jako Harry Ritlin
- 1978: All in the Family jako oficer Harrison
- 1979: Waltonowie jako Baker
- 1981: M*A*S*H jako Colin Turnbull
- 1981: Posterunek przy Hill Street jako Charlie Weeeks
- 1985: McCall jako George Cook
- 1986–1991: Detektyw Hunter jako kapitan Charles „Charlie” Devane
- 1990: Skrzydła jako Ted Cobb
- 1992: Gdzie diabeł mówi dobranoc jako Greg Stone
- 1993: Prawo i porządek jako kapitan Tom O’Hara
- 1993–1994: Grace w opałach jako Bill Davis
- 1994: Szaleję za tobą jako „Sloopy” Dunbar
- 1994: Napisała: Morderstwo jako Barry Noble
- 1995: JAG jako generał Thomas Williams
- 1995: Świat pana trenera jako Charles W. Kisley
- 1997: Nowojorscy gliniarze jako Earl Dawkins
- 1997: Przybysz jako szeryf

### Role głosowe
- 1995–1996: Gargulce –
  - Travis Marshall,
  - Pan Jaffe,
  - Macduff